# Paraophiodina oaklandi
Paraophiodina oaklandi is een soort in de taxonomische indeling van de Myzozoa, een stam van microscopische parasitaire dieren. Het organisme komt uit het geslacht Paraophiodina en behoort tot de familie Ganymedidae. Paraophiodina oaklandi werd in 1968 ontdekt door Jones.